# Китайский пилохвост
Китайский пилохвост (лат. Galeus eastmani) — вид рода пилохвостов, семейства кошачьих акул (Scyliorhinidae). Обитает в северо-западной части Тихого океана. Рацион состоит из костистых рыб, головоногих и ракообразных. Размножается, откладывая яйца. Максимальный размер 50 см.

## Таксономия
Первым известным образцом китайского пилохвоста была самка длиной 35 см, пойманная у берегов полуострова Идзу (Япония) и подаренная капитаном из Йокогамы Аланом Оустоном американским ихтиологам Дэвиду Старру Джордану и Джону Оттребейну Снайдеру. В 1904 году Джордан и Снайдер описали вид как Pristiurus eastmani в научном журнале «Smithsonian Miscellaneous Collections». Позже авторы признали Pristiurus младшим синонимом Galeus. В 2005 году филогенетический анализ на основании митохондриальной и ядерной ДНК показал, что китайский пилохвост, наряду с Galeus gracilis и тайваньским пилохвостом (Galeus sauteri) образует единую кладу, в которую не входят испанская акула-пилохвост (Galeus melastomus) и исландский пилохвост (Galeus murinus).

## Ареал и среда обитания
Китайские пилохвосты обитают у берегов южной Японии, префектуры Сидзуока и Ми, у островов Хонсю, Сикоку и Кюсю и в Восточно-Китайском море, включая Тайвань. У побережья Японии этот вид чрезвычайно распространён. Сообщения о наличии этих акул у берегов Вьетнама считаются ошибочными. Этот вид обитает на глубине 100—900 м и держится у дна. Вероятно, наблюдается сильная пространственная сегрегация по половому признаку.

## Описание
Максимальная длина 50 см. У китайского пилохвоста тонкое, твёрдое тело и широкая, короткая голова, длина которой составляет не более 1/5 от общей длины. Морда приплюснутая с тупым кончиком. Овальные глаза вытянуты по горизонтали, они оснащены рудиментарным третьим веком, позади глаз имеются крошечные дыхальца. Под глазами расположены небольшие выступы. Ноздри разделены треугольными кожными складками. Рот широкий и изогнутый в виде арки, по углам расположены довольно длинные борозды. На верхней челюсти 47, а на нижней — 50 зубных рядов. Пять пар коротких жаберных щелей. Четвёртая жаберная щель расположена на уровне грудных плавников.
У спинных плавников тупые вершины. Основание первого спинного плавника находится над второй половиной основания брюшных плавников. Второй спинной плавник форме схож с первым, но немного меньше. Его основание находится над серединой основания анального плавника. Грудные плавники большие и широкие, с закруглёнными концами. Брюшной плавник короткий, у самцов имеются короткие птеригоподии, которые не достигают анального плавника. Основание анального плавника составляет 12% от общей длины тела, короче расстояния между спинными плавниками, но длиннее промежутка между брюшными и анальным плавниками. Хвостовой стебель имеет почти цилиндрическую форму. Хвостовой плавник с маленькой нижней лопастью и вентральной выемкой возле кончика верхней лопасти. Тело покрыто мелкими, перекрывающими друг друга плакоидными чешуйками, каждая из которых имеет форму листовидной короны с горизонтальным хребтом и тремя маргинальными зубчикам. На передней части дорсального края хвостового плавника имеется характерный пилообразный гребень, сформированный крупными чешуйками. Окрас сероватый, по спине разбросаны тёмные  пятна седловидной формы, которые бледнеют за основанием первого спинного плавника. Брюхо, дорсальные и каудальные края свободных концов плавников и внутренняя поверхность рта окрашены в белый цвет.

## Биология и экология
Китайские пилохвосты образуют большие стаи. Их рацион составляют костистые рыбы, головоногие, в том числе каракатицы и кальмары, и ракообразные, включая равноногих, бокоплавов, криль и десятиногих раков. Этот вид является яйцекладущим. У самок справа имеется один функциональный яичник и два функциональных яйцеклада, в которых одновременно созревает по одному яйцу. Яйца заключены в мягкие, прозрачные жёлтые капсулы в виде вазы, имеющие 6 см в длину и 1,6 см в ширину. В бухте Саруга беременные самки встречаются круглый год, однако в западной части бухты самки вынашивают яйца только в период с октября по январь.. Самцы и самки достигают половой зрелости при длине 31—32 см и 36—37 см соответственно. Однако у берегов Тайваня был пойман неполовозрелый самец длиной 38 см.

## Взаимодействие с человеком
В качестве прилова китайские пилохвосты попадают в коммерческие рыболовные сети. Их мясо используют для производства рыбной муки. Небольшие размеры и способ размножения позволяют этим рыбам выдерживать большее давление со стороны рыболовства по сравнению со многими другими акулами. Международный союз охраны природы присвоил этому виду статус сохранности «Вызывающий наименьшие опасения».